# Samarium
Samarium (opkaldt efter mineralet samarskit, som igen er opkaldt efter Vasilij Samarskij-Bykhovets) er det 62. grundstof i det periodiske system, og har det kemiske symbol Sm: Under normale temperatur- og trykforhold optræder dette lanthanid som et sølvskinnende metal.

## Kemiske egenskaber
Sammenlignet med andre lanthanider er samarium ikke særlig reaktionsvilligt, og er forholdsvis modstandsdygtigt over for iltning i atmosfærisk luft ved stuetemperatur. Til gengæld bryder det i brand ved temperaturer over 150 °C.
Samarium antager en af tre krystalstrukturer afhængigt af temperaturen; ved temperaturer under 734 °C antager det α-formen, mellem 734 °C og 922 °C β-formen, og over 922 °C γ-formen.

## Tekniske anvendelser
Samarium indgår sammen med andre sjældne jordarter i de kulbuelamper som bruges i filmindustrien. Krystaller af kalciumfluorid der bruges i lasere og masere "dopes" med samarium. Stoffet indgår også i Samarium-kobolt-magneter, som udmærker sig ved at have den største modstandsdygtighed mod afmagnetisering, og en koercitivkraft på op imod 2200 kA/m.
Samarium(III)iodid indgår i en række organiske synteseprocesser, f.eks. Barbier-reaktionen. Samariumoxid bruges til at dehydrere etanol, og i visse glas-sorter hvor det får glasset til at absorbere infrarødt lys. Omvendt bruges andre kemiske forbindelser med samarium til at gøre fosforiserende stoffer følsomme overfor infrarødt lys.
Den radioaktive isotop 153Sm bruges i behandlingen af de smerter der følger af kræft der har spredt sig til knoglerne; dette medikament kaldes for Quadramet.

## Biologi
Samarium spiller ingen kendt rolle i den menneskelige organisme. Samarium salte stimulerer stofskiftet, men det er uklart om effekten skyldes samarium eller andre lanthanider der findes sammen med det. Den totale mængde samarium i et voksent menneske er omkring 50 mikrogram, hovedsageligt i lever og nyre. Desuden kan der opløses ca. 8 mikrogram per liter blod. Samarium bliver ikke optaget i planter i målbare koncentrationer og er derfor normalt ikke en del af den menneskelige kost. Der findes dog nogle få planter og grøntsager der kan indeholde op til 1 ppm samarium. Uopløselige samariumsalte er ikke giftige og de vandopløselige er kun en smule giftige.

## Historie
Samarium blev først konstateret ad spektroskopisk vej i 1853 af den schweiziske kemiker Jean Charles Galissard de Marignac, som konstaterede stoffets skarpe absorbtionslinjer i spektret fra didyum; et stof man på den tid troede var ét grundstof, men senere viste sig at være en blanding af praseodym og neodym. I 1879 isolerede den franske kemiker Paul Émile Lecoq de Boisbaudran samarium fra mineralet samarskit. Samarium er opkaldt efter mineralet, som igen er opkaldt efter russeren Vasilij Samarskij-Bykhovets. På den måde blev samarium det første grundstof der er opkaldt efter en person.

## Forekomst og udvinding
Ud over samarskit findes samarium også i mineralerne monazit og bastnasit; det er fra disse to mineraler at samarium udvindes på kommerciel basis. Først indenfor de seneste år er det lykkedes at fremstille relativt rent samarium. Metallet fremstilles ofte ud fra elektrolyse af en smeltet blanding af samarium(III)klorid og enten natriumklorid eller kalciumklorid (for at sænke blandingens smeltepunkt), men man kan også fremstille det ved at reducere samariumoxid med lanthan.